# SINPO
SINPO, angol rövidítés a signal, interference, noise, propagation, and overall (jel, zavarás, zaj, terjedési zavarok, együttes értékelés). A kódot a rádió adások minőségének leírására/értékelésére használják. A kód mindegyik betűjéhez egy 1 és 5 közötti számot rendelnek, ahol az 1 a legrosszabb és az 5 a legjobb.
A SINPO kód eléggé szubjektív és használata személyenként változik. Mivel használata gyakorlást igényel ezért sokan nem szeretik.

## Fejlesztője
A SINPO kódot Gustav-Georg Thiele a Deutsche Welle mérnöke fejlesztette ki, akinek kezdeményezésére egyébként a megfigyelő rádiózással és távolsági rádióvétellel foglalkozó első német DX klubot (ADDX) is alapították. A kódot hivatalosan átvette a CCIR is. A SINPO és SINPFEMO kód leírása megtalálható az ITU-R SM.1135 számú ajánlásában.

## Kód magyarázata[2]
|           | S              | I             | N               | P                 | O               |
| fokozatok | a jel erőssége | káros hatások | káros hatások   | káros hatások     | összértékelés   |
| fokozatok | a jel erőssége | interferencia | légköri zavarok | terjedési zavarok | összértékelés   |
| --------- | -------------- | ------------- | --------------- | ----------------- | --------------- |
| 5         | kitűnő         | nincs         | nincs           | nincs             | kitűnő          |
| 4         | jó             | gyenge        | gyenge          | gyenge            | jó              |
| 3         | megfelelő      | mérsékelt     | mérsékelt       | mérsékelt         | megfelelő       |
| 2         | közepes        | erős          | erős            | erős              | gyenge          |
| 1         | alig hallható  | igen erős     | igen erős       | igen erős         | használhatatlan |

S (Signal / Jel erősség)Egyszerűen az átvitel jelerőssége.
I (Interferencia)Másik állomás keltette zavarás.
N (Zaj)Valamennyi zaj.
P (Terjedési zavar)Terjedési zavarok, ez időről időre változhat.
O (Együttes értékelés)A hallgató tapasztalata alapján adott pontok.

## Példák a kód használatára
A kód normális esetben 5 számjegyből álló kódsor:
54555 – Csekély interferencia érzékelhető, a vétel jó minőségű.
33434 – Egy közepes jelerősségű adás, amelyet számos zavaró tényező tovább ront.
Abban az esetben, ha valamelyik érték nem értékelhető X kell helyettesíteni.